# José Freinademetz
San José Freinademetz, S.V.D., (nombre chino: 聖福若瑟 / 圣福若瑟, pinyin: Shèngfú Ruòsè) (15 de abril de 1852 - 28 de enero de 1908) fue un miembro de la Sociedad del Verbo Divino, y como tal, misionero en China. Fue canonizado en Roma por el papa Juan Pablo II, junto con Arnoldo Janssen el 5 de octubre de 2003. 
Freinademetz fue el cuarto niño de Giovanmattia y Anna Maria Freinademetz; nació en Oies, en el pueblo de Badia, en ese entonces el Condado de Tirol, parte del Imperio Austríaco, en la actualidad Italia. Murió de tifus, contraído mientras misionaba en la China. Su lema fue: 

El idioma que todos entienden es el amor.
Giuseppe (José) Freinademetz, santo

## Publicaciones
- J. Freinademetz, Sanctissimum Novae Legis Sacrificium, 1.ª ed., Verl. der kath. Mission, Yenchowfu (China), 1915, VII + 161 pp., 2.ª ed., Steyl, 1948, VIII + 141 pp.
- Josef Freinademetz SVD, Berichte aus der China-Mission, (ordensintern als Analecta SVD 27, 1973) Apud Collegium Verbi Divini, Romae, 1974, 171 pp.
- José Freinademetz, Relatos de la misión en China, Editorial Verbo Divino, Estella (Navarra) 1976, 219 pp., ISBN 84-7151-199-1.
- J. Freinademetz, Über den Geist der Societas Verbi Divini, (Analecta SVD 40), Collegium Verbi Divini: Romae 1977, 91 pp.
- Joseph Freinademetz, The Most Holy Sacrifice of the New Covenant, translated by Stan Plutz SVD, Tagaytay/Philippines 1980, 2. ed. 1986, 146 pp.
- Josef Freinademetz, Briefe an die Heimat, hrsg. von P. Lothar Janek SVD, Sekretariat Josef Freinademetz: Abtei (BZ) 2009, 199 pp.

## Literatura
- Augustin Henninghaus, SVD : P. Josef Freinademetz SVD. Sein Leben u. Wirken. Zugleich Beiträge zur Geschichte der Mission Süd-Schantung, Verl. der katholischen Mission: Yenchowfu (Shandong) 1920, XI y 648 pp.; 2.ed. 1926.
- Hermann Fischer, P. Joseph Freinademetz. Steyler Missionar in China 1879-1908. Ein Lebensbild, Missionsdruckerei Steyl - Verl. des Apostolischen Stuhles, Post Kaldenkirchen, Rhld. 1936, 205 pp.
- Jakob Reuter, Die Predigten von Joseph Freinademetz vor seiner Ausreise nach China, Apud Collegium Verbi Divini: Romae 1970, 84 pp.
- F. Bornemann, ed., Freinademetz, Relatos de la misión en China. Estella 1986, 219 pp.
- S. Lichius, Fu-Schenfu. Vida del venerable P. José Freinademetz SVD. Buenos Aires 1949, 165 pp.
- W. Joyce, Beatos Arnoldo Janssen y José Freinademetz. Buenos Aires 1980, 136 pp.
- F. Bornemann, Entre Mandarines y Bandoleros. José Freinademetz. Santiago, trl. E. Saffer, Chile 1983, 330 pp.
- S. Hollweck , Fu-Shenfu, chino con los chinos. trl. J. Gallinger, Buenos Aires 1981, 141 pp.
- Carlos Pape – J.M. Vergara, José Freina-de-Metz. Un tirolés que amó al pueblo chino. Roma 2000 S.
- Hollweck, José Freinademetz. Una vida al servicio del pueblo chino. Roma 2003, 48 pp.
- C. Pape – J.M. Vergara, San José Freina-de-metz, SVD. Un tirolés, apóstol y misionero de Cristo en China. (Serie Héroes de Nuestro Tiempo, 98) Santiago de Chile 2003, 66 pp.
- W. Egger, “Mistero della Fede”. Breve spiegazione della Santa Messa e spunti di meditazione tratti da “Sanctissimum Novae Legis Sacrificium” di P. Giuseppe Freinademetz SVD. Amorth: Trento 2004
- Richard Hartwich (ed.), Arnold Janssen and Joseph Freinademetz. Correspondence between two saints (1904-1907), (Analecta SVD - 97), Apud Collegium Verbi Divini: Romae 2008, 287 pp.
- Paul B. Steffen, Witness and Holiness, the Heart of the Life of Saint Joseph Freinademetz of Shandong, in: Studia Missionalia 61 (Roma 2012) 257-392, ISBN 978-88-7839-225-0.